# Денвер (Мисури)
Денвер (енгл. Denver) град је у америчкој савезној држави Мисури.

## Демографија
По попису из 2010. године број становника је 39, што је 1 (-2,5%) становника мање него 2000. године.
| Група             | 2000.      | 2010.      |
| Белци             | 39 (97,5%) | 37 (94,9%) |
| Афроамериканци    | 0 (0,0%)   | 2 (5,1%)   |
| Азијати           | 0 (0,0%)   | 0 (0,0%)   |
| Хиспаноамериканци | 1 (2,5%)   | 0 (0,0%)   |
| Укупно            | 40         | 39         |